# Zé Roberto (ur. 1981)
Zé Roberto, właśc. José Roberto Lucini (ur. 31 maja 1981 w Francisco Beltrão) – brazylijski piłkarz występujący na pozycji obrońcy.
Zé Roberto karierę piłkarską rozpoczął w klubie SC Internacional Porto Alegre, by następnie grać w Corinthians Paulista, SER Santo Ângelo, A.C. Monza (Włochy), Vitória Salvador, Marília AC, Mogi Mirim EC, AD São Caetano. W okresie przygotowawczym do rundy wiosennej sezonu 2005/2006 został zatrudniony w Pogoni Szczecin. W barwach Granatowo-Bordowych zadebiutował w meczu przeciwko Wiśle Kraków (1:2) rozegranym w Szczecinie 24 marca 2006 roku. Barwy szczecińskiej jedenastki reprezentował do końca rundy jesiennej sezonu 2006/2007 rozgrywając łącznie 16 spotkań w OE.